# Transmit Disrupt
Transmit Disrupt är det brittiska posthardcorebandet Hell Is for Heroes' andra studioalbum, utgivet i mars 2005 på International. Skivan utgavs på nytt året efter på Burning Heart Records med ett annat omslag.

## Låtlista
1. "Kamichi" – 3:55
2. "Models for the Programme" – 3:59
3. "Quiet Riot" – 4:46
4. "Folded Paper Figures" – 2:46
5. "---vVv---" – 1:06
6. "They Will Call Us Savages" – 4:10
7. "Silent as the Grave" – 4:30
8. "One of Us" – 2:48
9. "---wWw---" – 0:50
10. "Transmit Disrupt" – 5:58
11. "Discos and Casinos" – 3:30

### Fotnoter
1. ↑  ”Transmit Disrupt”. Discogs.com. http://www.discogs.com/Hell-Is-For-Heroes-Transmit-Disrupt/master/266994. Läst 3 maj 2012.